# Аненербе
«Анене́рбе» (нем. Ahnenerbe — «Наследие предков»), полное название — «Неме́цкое о́бщество по изуче́нию дре́вней герма́нской исто́рии и насле́дия пре́дков», — организация, существовавшая в 1935—1945 годах, созданная для изучения традиций, истории и наследия нордической расы с целью оккультно-идеологического обеспечения государственного аппарата нацистской Германии.

## История

### Предыстория
В 1928 году этнолог и мистик Герман Вирт издал книгу «Происхождение человечества: исследование по истории религии, символики и письменности атланто-нордической расы» (нем. Der Aufgang der Menschheit: Untersuchungen zur Geschichte der Religion, Symbolik und Schrift der atlantisch-nordischen Rasse), в которой утверждал, что у истоков человечества стоят две проторасы: «нордическая», являющаяся духовной расой с Севера, и пришельцы с южного континента Гондвана, охваченные низменными инстинктами, раса Юга. В книге он сообщил, что звери — это особый вид существ, который в принципе отличен от человека. Он противопоставил высокодуховного человека и человеко-зверя, который является не только не-человеком (как обычные звери), но и анти-человеком. Причиной деструктивных процессов в обществе нордической расы («гиперборейцев»), согласно Вирту, явилось расовое смешение «гиперборейцев» с бессловесными и примитивными звероподобными существами, населявшими другой континент — Гондвану (его взгляды являлись научным обоснованием для проведения нацистами так называемой «расовой гигиены» в дальнейшем).
Существа с Юга пародировали язык, так как использовали языковые концепции для подчинения их грубой конкретике вещей. Их язык являлся анти-языком, а вместо мысли и возведения конкретного предмета к идее мысль людей-зверей превращается в искажение интеллектуальных пропорций, в причину умственного недуга — это анти-мысль, когда поклоняются самому предмету-фетишу, или даже сатанинскому анти-богу, или же это интеллектуальное вырождение может привести к материализму, миру объектов. Таких существ он называет людьми-объектами.

### Создание и деятельность
Корни «Аненербе» обнаруживаются как в деятельности эзотерического общества «Туле», так и в гипотезах и идеях ряда лиц, таких как этнолог и мистик Герман Вирт и оккультист Фридрих Хильшер (наставник будущего генерального секретаря «Аненербе» Вольфрама Зиверса). Хильшер общался со шведским исследователем Свеном Гедином, бывшим специалистом по Востоку, долго находившимся в Тибете, а также с профессором Карлом Хаусхофером (преподавателем Мюнхенского университета, ассистентом которого был молодой Рудольф Гесс). Гесс познакомил Хаусхофера с Гитлером, которого увлекла идея завоевания жизненного пространства, различные оккультно-мистические построения и гипотезы.
Последователем теории жизненного пространства Хаусхофера был и друг Альфреда Розенберга Александр Никурадзе, идеолог созданного польскими властями в 1925 году общества «Прометей». Его идеи, помимо трудов Хьюстона Чемберлена, оказали особое влияние на теорию германской расы, направленную на поиск союзников для нацистов в Европе, на Среднем Востоке, в Индии и СССР. Никурадзе, считавший необходимой войну с СССР для окончательного решения «русского вопроса» с использованием ресурсов и сил русофобов Восточной Европы, идейно курировал национальную и расовую политику нацистской Германии. Это кардинально противоречило мнению Хаусхофера, выступавшего против войны с СССР, за создание оси Берлин-Рим-Москва-Токио и освоение территорий лимитрофов как жизненного пространства немцев. На расистскую теорию влияли также многочисленные труды Елены Блаватской, и в частности содержащиеся в её «Тайной доктрине» так называемые «расовые теории» (о существовании высших и низших рас).
В 1935 году в Мюнхене прошла историческая выставка под названием «Наследие немецких предков», которую организовал Вирт как автор так называемой «гиперборейской» концепции. Вирт стал профессором, защитив диссертацию, посвящённую голландским песням под названием «Деградация голландских фольклорных песен», где он придумал свою протомифологию.
Это концепция существования анти-людей с анти-языком и анти-мыслями заинтересовала антисемитски настроенного Генриха Гиммлера, посетившего эту выставку. В 1935 году Гиммлер становится президентом и уполномоченным «Наследия предков». Интерес к выставке проявили и расист, получивший образование колонизатора-агронома (для колонизации Африки) Рихард Дарре, и оккультист-неоязычник Фридрих Хильшер, пользовавшийся большим авторитетом в НСДАП, не будучи членом этой партии.
Таким образом, с самого начала общество «Аненербе» было связано с будущими нацистскими лидерами.
Но во время крупного митинга Национал-социалистической партии в сентябре 1936 года Адольф Гитлер резко раскритиковал первого руководителя «Аненербе» Германа Вирта, сказав: «Мы не имеем ничего общего с теми людьми, которые понимают национализм лишь как набор легенд и мифов и в результате слишком легко подменяют его расплывчатыми фразами нордического содержания. Сейчас они начинают проводить исследования, основываясь на мифической культуре атлантов».
Но Гиммлер думал иначе — он хотел освободить нацистскую Германию от католицизма. Для достижения этой цели он всячески старался поддерживать тесные дружеские отношения с Карлом-Марией Вилигутом, бывшим полковником австрийской императорской армии, бывшим пациентом психиатрической больницы, который в свои 67 лет заявлял, что он является потомком германского божества Тора и обладает тайными знаниями древних германских племён.
В 1936 году Вилигут вместе с Гюнтером Кирхоффом в рамках института «Аненербе» начал раскопки на холме Мург в Чёрном лесу близ Баден-Бадена, где, по его мнению, находились руины древнего поселения «ирминистов» — последователей древнегерманской религии. Также исследовались древние оккультные скалы Экстернштайне.
Рейхсфюрер СС Гиммлер принял официально попавшее в опалу «Аненербе» в состав СС[когда?]. Первоначально «Аненербе» входило в состав Главного управления расы и поселений. В 1937 году Гиммлер отправил Вирта, занимавшего пост президента организации, в отставку и передал «Аненербе» в Инспекцию концентрационных лагерей. Это было связано с критикой Вирта как учёного, с одной стороны, и несостоятельностью его идеи происхождения арийцев от атлантов в глазах фюрера — с другой. Гиммлер использовал эту благоприятную ситуацию для подчинения организации «Наследие предков» структуре СС и увеличения своего влияния. Зиверс, как человек с университетским образованием, должен был играть роль связующего звена между учёными и рейхсфюрером СС. Руководителем медицинских программ стал Август Хирт. Пост президента занял Вальтер Вюст. Однако через два года, в 1939 году, посты Вюста и Гиммлера поменялись местами — президентом «Аненербе» стал Гиммлер, а Вюст — куратором.
1 января 1939 года «Аненербе» получило статус самостоятельной организации с расширением прав и предоставлением дополнительного финансирования. Штаб-квартира «Аненербе» располагалась в особняке Вилла Вурмбах (нем. Villa Wurmbach) берлинского района Далем (по адресу Пюклерштрассе 14).
Первоначальной целью общества «Наследие предков» было доказательство теории расового превосходства германцев (во всех официальных документах НСДАП и законах нацистской Германии использовались только термины «германская раса» или «индо-германская раса», термины «арийская раса», «арийцы» присутствовали только в устной речи и в трудах предшественников нацистов) посредством исторических, антропологических и археологических исследований. В программе 1935 года также было сказано: «Изыскания в области локализации духа, деяний, наследства индо-германской расы. Популяризация результатов исследований в доступной и интересной для широких масс форме. Работы производятся с полным соблюдением научных методов и научной точности».
1 января 1942 года «Аненербе» было передано в состав Личного штаба рейхсфюрера СС, и вся его деятельность окончательно была переориентирована на военные нужды. Многие проекты были свёрнуты, но возник Институт военных исследований, возглавленный Зиверсом. Впоследствии деятельность института была подробно рассмотрена на Нюрнбергском процессе. Международный трибунал признал «Наследие предков» преступной организацией, а её руководитель Зиверс был приговорён к смертной казни и повешен.

## Структура
- Президент: Генрих Гиммлер
- Директор, научный куратор: Вальтер Вюст
- Административное управление: Вольфрам Зиверс
- Финансовое управление: Фитцнер
- Фонд «Наследие предков»: Бруно Гальке[10]
- Издательство Фонда «Наследие предков». Руководитель — Фридхельм Кайзер. Находилось в берлинском районе Далем.

По разным источникам, количество отделов «Наследия предков» колеблется от 13 до 50, что связано с постепенным разрастанием организации. Тридцать пять научных отделений находились под руководством профессора Фюста из Мюнхена.
Список отделов:
- Исследовательский отдел астрономии. Руководитель — Филипп Фаут
- Исследовательский отдел биологии. Руководитель — Вальтер Грайте
- Исследовательский отдел ботаники. Руководитель — барон Филипп фон Лютцельбург
- Исследовательский отдел геологии и минералогии. Руководитель — Рольф Хёне
- Исследовательский отдел раскопок. Руководитель — Рольф Хёне, затем Ханс Шляйф, после него — Герберт Янкун
- Исследовательский отдел германского искусства. Руководитель — Эмерих Шаффран. Отдел начал свою работу 15 мая 1938 г., а уже в конце года был закрыт.
- Исследовательский отдел геральдики и родовых эмблем. Руководитель — Карл Конрад Руппель
- Исследовательский отдел германской архитектуры. Руководитель — Мартин Рудольф
- Исследовательский отдел германской филологии и местного фольклора. Руководитель — Бруно Швейцер
- Исследовательский отдел естествознания доисторического периода. Руководитель — Рудольф Шютрумпф
- Исследовательский отдел индогерманских и финских культурных связей. Руководитель — Юрьё фон Грёнхаген. Отдел функционировал в 1937—1939 гг.
- Исследовательский отдел карстов и пещер (для военных целей). Руководитель — Ханс Бранд
- Исследовательский отдел метеорологии и геофизических исследований. Руководитель — Ханс Роберт Скултетус
- Учебно-исследовательский отдел энтомологии и борьбы с паразитами. Руководитель — Эдуард Май.
- Учебно-исследовательский отдел генетики растений. Руководитель — Хайнц Брюхер
- Учебно-исследовательский отдел индогерманской арийской культуры и языков. Изучение санскрита и ведийского языка. Руководитель — Вальтер Вюст.
- Учебно-исследовательский отдел индогерманской германской культуры и языков. Руководитель — Рихард фон Кинле
- Учебно-исследовательский отдел истории индоевропейской религии. Руководитель — Отто Хут
- Учебно-исследовательский отдел народных легенд, сказок и саг (был распущен вскоре после его создания). Руководитель — Йозеф Плассманн
- Учебно-исследовательский отдел германской культуры и местного фольклора. Руководитель — Йозеф Плассманн.
- Учебно-исследовательский отдел народной медицины (изучение целебных трав, просуществовал до 1939 года). Руководитель — Александр Берг
- Исследовательский отдел насыпных обитаемых холмов. Руководитель — Вернер Хаарнагель
- Исследовательский отдел препарирования растений. Руководитель — Эрнст Пфоль
- Исследовательский отдел прикладной геологии. Руководитель — Йозеф Виммер
- Исследовательский отдел прикладной социологии языка. Руководитель — Георг Шмидт-Рор
- Исследовательский отдел средних веков и новейшей истории. Руководитель — Герман Лёффлер
- Учебно-исследовательский отдел Ближнего Востока. Руководитель — Виктор Христиан
- Отделение исследований индо-германской немецкой музыки. Руководитель — Альфред Квельмальц
- Учебно-исследовательский отдел германистики. Руководитель — Вильгельм Тойдт. Позднее отделом руководил Бруно Швейцер, затем Йозеф Плассманн
- Учебно-исследовательский отдел германской фольклористики. Руководитель — Рихард Вольфрам
- Учебно-исследовательское отделение германской традиции и этнографии. Руководитель — Генрих Хармьянц
- Учебно-исследовательский отдел топографии и ландшафтного символизма. Руководитель — Вернер Мюллер
- Учебно-исследовательский отдел древней истории. Руководитель — Франц Альтхайм
- Учебно-исследовательский отдел изобразительного и прикладного естествознания. Руководитель — Эдуард Тратц
- Учебно-исследовательский отдел кельтских народов. Руководитель — Людвиг Мюльхаузен
- Учебно-исследовательский отдел средневекового латинского языка. Руководитель — Пауль Леманн
- Учебно-исследовательский отдел истории индогерманского немецкого права. Руководитель — Вильгельм Эбель
- Учебно-исследовательский отдел истории первобытного общества. Руководитель — Густав Беренс.
- Учебно-исследовательский отдел истории первобытной истории[уточнить]. Руководитель — Аззиен Боммерс.
- Учебно-исследовательский отдел коневодства. Руководитель — Эрнст Шефер
- Исследовательский отдел классической филологии и Древнего мира. Руководитель — Рудольф Тилль, одновременно возглавлял латинское отделение; греческим отделением руководил Франц Дирльмайер
- Учебно-исследовательский отдел культуры Северной Африки. Руководитель — Отто Рёсслер
- Учебно-исследовательский отдел по письменам и символам. В 1935—1938 гг. руководителем был Герман Вирт. Включал сектор исследования символов (руководитель — Карл Теодор Вайгель). Впоследствии Вайгель стал руководителем отдела. Отдел был позднее объединён с отделом рунологии.
- Учебно-исследовательский отдел рунологии. Руководитель — Вольфганг Краузе
- Учебно-исследовательский отдел философии. Руководитель — Курт Шиллинг
- Отдел «Германский научный потенциал в действии». Руководитель — Ханс Шнайдер
- Отделение исследований оккультных наук. Исследования по парапсихологии, спиритизму, оккультизму и другим официально запрещённым в Германии наукам.
- Учебно-исследовательский отдел Центральной Азии и экспедиций. Руководитель — Эрнст Шефер
- Зондеркоманда «Н» (буква нем. алфавита «Ха»). Создание картотеки ведьм и сбор данных о ведовских процессах. Руководитель — Рудольф Левин

Отделы, о деятельности которых нет сведений:
- Исследовательский отдел зоогеографии и зооистории.
- Исследовательский отдел общего естествознания.
- Исследовательский отдел остеологии.

Экспедиции Аненербе:
- 1-я экспедиция Германа Вирта в Скандинавию (1935)
- 2-я экспедиция Германа Вирта в Скандинавию (1936)
- Экспедиция Юрьё фон Грёнхагена в Карелию (1937)
- Экспедиция Франца Альтхайма и Эрики Траутманн-Нэринг на Ближний Восток (1938)
- Экспедиция Эрнста Шефера на Тибет (1938—1939)
- Экспедиция Бруно Швейцера в Исландию (1938—1939)
- Экспедиция в Прибалтику в составе Германской архивной комиссии (1939—1940)
- Экспедиция Эдмунда Кисса в Боливию (1939, не состоялась)
- Экспедиция Отто Хута на Канарские острова (1939, не состоялась)
- Экспедиция Филиппа фон Лютцельбурга в Парагвай (1942, не состоялась)

Институт научных исследований целевого военного значения.
- Отдел «P» (пектин). Исследования применения пектина и глутаминовой кислоты в качестве клинического средства для свёртывания крови. Руководитель — Курт Плетнер
- Отдел «H». Эксперименты по исследованиям рака. Руководитель — профессор Август Хирт из Тюбингенского университета. Зиверс утверждал на допросе 29 июня 1945 года[11], что именно Хирту впервые удалось выявить клетку рака у мыши, используя флюоресцентную микроскопию, и уничтожить эту клетку благодаря своему новому методу лечения. Это является первым в истории нацистской Германии известным случаем излечения рака врачами, хотя впервые рак у человека был излечен немецким врачом Брунсом ещё в XIX веке, а его метод лечения был усовершенствован американцем Коли для массовой терапии рака головы и шеи и широко использовался в других странах, но был забыт в нацистской Германии из-за изгнания из медицины левых, христиан, евреев, обучавшихся у евреев и христиан, друзей евреев и христиан и т. д.
- Отдел «М» (математика). Руководителю отдела Карл-Хайнцу Бозеку помогали 25 ассистентов из заключённых концентрационного лагеря Ораниенбург. Задачи исходили из вермахта, ВМС, ВВС, а также от Совета по научным исследованиям.
- Отдел «R». Руководитель — Зигмунд Рашер

Национальные подотделы Аненербе:
- «Дания». Руководитель — Карл Керстен
- «Нидерланды». Руководитель — Фридрих Май
- «Норвегия». Руководитель — Ханс Швальм
- «Фландрия». Руководитель — Аларих Августин.
- «Швейцария». Руководитель — Вильгельм Генрих Руофф
- «Франция». Руководитель — Людвиг Мюльхаузен
- «Швеция». Руководитель — граф Эрик Оксенштирна

Библиотека «Наследия предков» располагалась в замке Оберайхльберг вблизи Ульма. Библиотекарем была Аннегрет Шмидт.
Также обществом были проведены археологические исследования в Кафиристане, на Тибете, а также на островах Ла-Манша, в Румынии, Болгарии, Хорватии, Польше, Греции и других странах Европы.

## Финансирование
Первоначально финансирование производилось через сельскохозяйственное министерство Рихарда Дарре. С переходом в СС схема финансирования изменилась: согласно показаниям Зиверса, «…финансирование общества осуществлялось по следующим каналам: германское общество научных исследований, членские взносы, предоставление средств от рейха. Средства от войск СС и от вооруженных сил предоставлялись в распоряжение института только по военным научно-исследовательским вопросам».
С 1935 года вокруг Гиммлера сложился круг влиятельных промышленников и банкиров, так называемый «круг друзей Рейхсфюрера СС», который регулярно жертвовал деньги на проекты СС, в том числе на «Аненербе», взамен получая многочисленные привилегии, в том числе экспроприированное имущество евреев и труд заключённых.
Одни из самых больших взносов, приблизительно в 50 000 рейхсмарок, исходили от Немецкого Банка, а также от фирм «BMW» и «Daimler-Benz».
В июле 1940 года Гитлер утвердил государственный план реконструкции Вевельсбурга. Реконструкция замка должна была продлиться 20 лет с затратами в 250 миллионов рейхсмарок, что составляет 1 миллиард 250 миллионов долларов по сегодняшнему курсу.

## Наука и идеология
В замке Вевельсбурга Гиммлер намеревался устроить центр германской национал-социалистической «новой религии», которая создавалась идеологами СС как соединение язычества древних германцев, «истинного», ещё «не отравленного евреями» христианства и оккультизма прошлого века. «Зал Грааля» замка находился под огромным куполом, он имел 48 окон и предназначался для религиозных медитаций рейхсфюрера и людей, приближённых к власти.
С первых дней существования организации археологи, этнографы, филологи, историки снимали для СС пропагандистские фильмы, писали учебно-воспитательные программы. В обязательном порядке каждому члену СС преподавали эпос «Эдда» и обучали чтению рун.
В стенах «Аненербе» часто поднимался вопрос об Атлантиде, и им интересовался Гиммлер. Именно в этом институте было придумано название острову Гельголанд: «das heilige Land» — «святая земля». Идеологи национал-социализма стремились придать германским «началам» независимую окраску, что позволяло бы национал-социалистам ощущать свою исключительность, ничем не обязанную евреям. После войны эти идеи были использованы пастором Юргеном Спанутом, который отождествлял Атлантиду с Гельголандом.
Сотрудники организации «Наследие предков» читали лекции бойцам зондеркоманд и охране концлагерей для «научного» обоснования тотального уничтожения врагов Тысячелетнего рейха. Один из лучших в мире специалистов по культурам готов и викингов, доктор Герберт Янкун, доказывал, что древние германцы безжалостно топили в болотах предателей, гомосексуалистов и вероотступников, причём вместе с их семьями. После того, как немецкая армия в июле 1942 года завоевала Крым, Гиммлер послал туда доктора Янкуна, а также Карла Керстена и барона фон Зеефельда на поиск остатков материальной культуры готского королевства (которые так и не были найдены). В дальнейшем Крым должен был быть полностью расселён («никаких иностранцев») и колонизирован только одними немцами, став территорией Рейха. Будущая крымская колония была названа Gotengau (Готский округ), в честь готов, которые, как полагал Янкун, были предками немецких «арийцев». Особенное внимание доктор Янкун уделял разграблению крымского музея. Чуть позже он попросил зачислить себя офицером разведки в дивизию СС «Викинг», где он раньше проводил «культурно-политическое воспитание».
По оценкам Гиммлера, «ариизация» региона должна была происходить постепенно в течение 20 лет; сначала предполагалось депортировать местное население, затем перераспределить территории для поселения «арийской расы». Дополнительно к «исключению» славян и «низших» рас предполагалось высадить дубовые и буковые деревья, чтобы копировать традиционные немецкие леса, а также высадить новые посевы, которые были привезены из другой прародины «арийцев» — Тибета. Гиммлер приказывает создать новое учреждение в структуре «Наследия предков», которое возглавляет Шефер. Затем вблизи австрийского города Грац создаётся биологическая станция, где Шефер с семью другими учёными разрабатывает новые посевы для «Тысячелетнего рейха».
Полная реализация плана «ариизации» стала невозможной из-за продолжающейся войны, но небольшая колония была основана в полевом штабе Гиммлера рядом с Киевом. C 10 октября 1942 года войска CC, возглавляемые Гиммлером, депортировали 10 623 украинца в вагонах для скота перед перемещением этнических немцев (фольксдойче) из северной Украины. СС передало немецким семьям необходимые материалы, а также землю.

### Руны и их значения в Третьем Рейхе
Две руны «Зиг» образовали название наших СС. Мертвая голова, свастика и руна «Хагал» демонстрируют непоколебимую уверенность в окончательной победе нашей философии.Г. Гиммлер
«…Великие боги — Один, Ве и Вилли вырезали мужчину из ясеня, а женщину из ивы. Старший из детей Бора, Один, вдохнул в людей душу и дал жизнь. Чтобы одарить их новыми знаниями, Один отправился в Утгард, Страну Зла, к Мировому Древу. Там он вырвал глаз и принес его в жертву, но этого показалось мало Стражам Древа. Тогда он отдал свою жизнь — решил умереть, чтобы воскреснуть. Девять дней он висел на суку пронзенный копьем. Каждая из восьми ночей Посвящения открывала ему новые тайны бытия. На девятое утро Один увидел под собой начертанные на камне руны-буквы. Отец его матери, великан Бельторн, научил его вырезать и окрашивать руны, и Мировое Древо стало называться с тех пор — Иггдрасиль…»
Так рассказывает об обретении рун древними германцами «Снорриева Эдда» (1222—1225), возможно, единственный полный обзор героического эпоса древних германцев, основанный на сказаниях, прорицаниях, заклинаниях, изречениях, культовых и религиозных обрядах германских племен. В «Эдде» Один почитался как бог войны и покровитель умерших героев Валгаллы. Он считался магом и некромантом.
Руны и рунические письма представляют собой знаки древнейшего германского алфавита, высекавшиеся на камне, металле и кости и получившие распространение преимущественно в Северной Европе. Каждая руна имела имя и магическое значение, выходившие за сугубо лингвистические рамки. Начертание и состав менялся в течение времени. Руны имели магическое значение в тевтонской астрологии.
Вполне естественно, что Генрих Гиммлер, с юных лет проявлявший повышенный интерес к духовному миру «нордических предков» и искренне считавший себя реинкарнацией основателя Первого рейха Генриха Птицелова, избранного в 919 году королём всех германцев, не мог пройти мимо «арийского наследия», идеально вписывающегося в его мировоззрение. По замыслу рейхсфюрера СС, рунам предстояло сыграть особую роль в символике СС: по его личной инициативе в рамках программы «Аненербе» — «Общества по изучению и распространению культурного наследия предков» — был учрежден Институт рунического письма.
До 1939 года все члены аппарата СС изучали значения рун в рамках курса общей подготовки. До 1945 года в СС активно использовались 14 рун, однако уже в 1940 году обязательное изучение рун отменили, что придало рунам ещё больше таинственности.

#### Отдельные знаки и руны
Hakenkreuz
Свастика — один из древнейших идеографических символов. Название происходит от двусложного санскритского слова, обозначающего в переводе «благосостояние». Представляет собой правильный равносторонний крест со «сломанными» под прямым углом концами. Символизирует бесконечность существования и цикличность возрождения. Как эмблема «расовой чистоты арийской нации» впервые стала использоваться в Германии накануне Первой мировой войны. После 1918 изображалась на полковых и дивизионных штандартах «фрайкора», например, бригады Эрхарда. В августе 1920 Гитлер использовал правостороннюю свастику при оформлении партийного знамени и сравнил впоследствии своё озарение с «эффектом разорвавшейся бомбы». Свастика стала символом НСДАП и нацистской Германии. Этот символ достаточно часто использовался как войсками СС, так и аппаратом СС, в том числе и германскими СС, например, формированиями СС во Фландрии.
Sonnerad
«Зоннерад», «солнечное колесо» или «солнечная свастика» — древнескандинавский знак, символ грома, огня и плодородия арийских магов и колдунов. В войсках СС «Зоннерад» был эмблемой добровольческой моторизованной дивизии «Викинг», полка и позже дивизии войск СС «Нордланд», в большинстве своём укомплектованных выходцами из Скандинавии. «Солнечная свастика» также использовалась в символике корпуса «Шальбург», являвшегося датским формированием аппарата СС.
Siegrune
Руна «Зиг», атрибут бога войны Тора. Знак власти, энергии, борьбы и смерти. В 1933 году гауптштурмфюрер СС Вальтер Хек, художник-график в мастерской Фердинанда Хофштаттера в Бонне, разрабатывая макет нового значка, объединил две руны «Зиг». Выразительная молниеобразная форма произвела впечатление на Гиммлера, который избрал «сдвоенную молнию» эмблемой СС. За возможность использования знака бюджетно-финансовый отдел СС выплатил правообладателю гонорар в размере 2,5 рейхсмарок[уточнить]. Кроме того, Хек разработал и эмблему СА, объединив руническую «S» и готическую «А».
Gerrune
Руна «Гер», символ коллективизма и товарищеской взаимовыручки, царящих в рядах СС, использовалась в одном из вариантов дивизионного штандарта 11-й моторизированной добровольческой дивизии Войск СС «Нордланд».
Wolfsangel
Руна «Вольфсангель», «волчий крюк» — языческий оберег, защищавший его владельца от происков «тёмных сил» и дающий власть над оборотнем — вервольфом. В средневековой геральдике обозначал «волчий капкан» — надёжную защиту. В XV веке стал эмблемой горожан, сражавшихся с наёмниками германских князей. Это древнейший символ свободы и независимости, известный ещё со времен Тридцатилетней войны и как «Знак произвола». В настоящее время сохранился на гербе немецкого города Вольфштайн. «Вольфсангель» первоначально являлся эмблемой НСДАП, а в войсках СС использовался в качестве дивизионных эмблем некоторых танковых подразделений, например, танковой дивизии СС «Рейх».
Wolfsangel (2-й вариант)
Эмблема ВА (Weer Afdeelingen) — голландского эквивалента НСДАП. Знак членов германских СС на территории Голландии. Позднее использовался при оформлении триумфального штандарта 34-й добровольческой пехотной дивизии войск СС «Ландсторм Недерланд».
Opferrune
Руна «Опфер», символ самопожертвования. После 1918 года эту руну использовали ветераны войны как знак принадлежности к «Стальному шлему». Позднее памятный знак с руной «Опфер» был выпущен в честь так называемых «мучеников 9-го ноября» — 16-ти сторонников Гитлера, убитых полицией во время «Пивного путча» в 1923. Также использовалась как элемент графического дизайна нашивок за ранение (СА) и инвалидов СС.
Eifrune
Руна «Айф», символ целеустремленности и энтузиазма. Знак спецформирований СС, в частности, личных адъютантов Гитлера и особо приближённых лиц. Китель с айфруной в 1929 году носил Рудольф Гесс.
Lebenrune
Руна «Жизни» — такие знаки носили на мундирах участники разработанной Гиммлером программы селекционного отбора «Лебенсборн СС» — «Источник жизни». Применялась в эсэсовской сфрагистике и делопроизводстве: руна проставлялась на личных документах и высекалась на надгробных плитах членов СС для обозначения даты рождения.
Totenrune
Руна «Тотен», знак смерти — для обозначения в документах и надгробных плитах даты ухода в «Чертог мёртвых» — в германской мифологии так назывался дворец Одина, куда попадают павшие в битве воины.
Tyrrune
Руна «Тир», символ непримиримости в сражении, непременный атрибут бога войны, грома и плодородия Тира. Надгробный знак в виде руны «Тир» устанавливался на могилах эсэсовцев вместо христианского креста. Иногда татуировалась под левым плечевым сгибом членов СС вместе с обозначением группы крови.
Нашивка на левом рукаве мундира указывала на окончание офицерской «спецшколы СА рейхсфюрера СС» (до 1934) и впоследствии трансформировалась в нагрудный знак сотрудников управления СС по подготовке резервов. В войсках СС использовалась в символике 32-й добровольческой пехотной дивизии СС «30 января», сформированной в феврале 1945 и укомплектованной профессорско-преподавательским и курсантским составом юнкерских школ СС.
Heilszeichen
Руна «Хайльсцайхен», символ успеха и удачи — элементы рунической орнаменталистики, в частности, гравировались на эсэсовском наградном кольце «Мертвая голова».
Hagallrune
Руна «Хагалл», символ несгибаемости веры (в нацистском понимании этого слова), требовавшейся от каждого члена СС. Эту руну широко использовали во время различных эсэсовских церемоний, в частности, на свадьбах. В войсках СС использовалась в символике 6-й горной дивизии СС «Норд».
Odalrune
Руна «Одал», символ семьи и кровного родства. Нагрудный знак сотрудников Главного управления СС по вопросам расы и поселений, а также эмблема 7-й горнострелковой дивизии СС «Принц Ойген», ставшей первым соединением в составе СС, укомплектованным исключительно «фольксдойче».

## Люди как объект исследования нацистской науки

### Использование тел убитых людей как материал антропологической коллекции
С вступлением Германии в войну на передний план среди разработок «Аненербе» была выдвинута программа антропологических исследований. Эта программа осуществлялась Институтом по специальным миссиям в области военных наук, который использовал в качестве подопытного материала живых людей. Одну такую программу разрабатывал гауптштурмфюрер СС профессор Август Хирт. Он коллекционировал черепа и скелеты людей разных национальностей, заспиртовывал тела. Люди в качестве материала поступали из лагерей смерти.

### Опыты на людях
Кроме антропологических исследований, «Аненербе» занималось и антигуманными опытами над людьми. В этой области специализировался доктор Зигмунд Рашер. Он писал своему начальнику Генриху Гиммлеру:
Аушвиц больше подходит для проведения подобных испытаний, чем Дахау, так как климат в Аушвице несколько холоднее, а также потому, что в этом лагере опыты будут меньше привлекать внимания ввиду его большей площади (испытуемые громко кричат при замораживании.)
Когда в Освенциме (более известное в России название Аушвица) опыты по охлаждению людей провести по каким-то причинам не удалось, доктор Рашер продолжил свои исследования в Дахау:
Слава Богу, у нас в Дахау вновь наступили сильные холода, — писал он Гиммлеру ранней весной 1943 года. — Некоторые испытуемые находились на открытом воздухе по 14 часов при наружной температуре 21 °F (−6,1 °C), при этом температура тела опускалась до 77 °F (+25 °C) и наблюдалось обморожение конечностей…
По мере того, как люди замерзали, д-р Рашер или его ассистент регистрировали температуру, работу сердца, дыхание и т. п. Тишину ночи часто нарушали душераздирающие крики мучеников…

## «Наследие предков» и германская история
С началом Второй мировой войны специалисты организации «Наследие предков», следуя за частями вермахта, принимали участие в разграблении европейских музеев и библиотек. Они прежде всего выбирали экспонаты, которые связаны с древнегерманской историей.
17 июля 1940 года по поручению фюрера на основании приказа шефа Верховного командования вермахта от 05.07.1940 Альфредом Розенбергом был создан Айнзацштаб, отделения которого располагались во всех крупных городах Европы. 

## «Наследие предков» и СС
Эсэсовцы, входящие в «Наследие предков», курировали проект создания «оружия возмездия» — Фау-2. К концу своей деятельности «Аненербе» представляла собой большую бюрократическую машину, подобно спруту охватывавшую самые разные области деятельности.